# The Avener
Триста́н Касара́ (фр. Tristan Casara; род. 23 января 1987 года, Ницца, Франция), более известный под своим сценическим псевдонимом The Avener — французский музыкальный продюсер. Получил известность благодаря синглу Fade Out Lines 2014 года.

## Карьера

### 2014–15:The Wanderings of the Avener
В сентябре 2014 года The Avener выпустил свой дебютный сингл Fade Out Lines — дип-хаус обработка песни группы «Phoebe Killdeer & the Short Straws» The Fade Out Line. Песня заняла 3-е место во Франции, 1-е — в Австрии, Германии и Испании, а также входила в Топ-10 хитов в Австралии, Бельгии, Дании, Италии и Швейцарии.
Свой дебютный студийный альбом The Wanderings of the Avener он выпустил в январе 2015 года, который достиг 2-го места во Франции.
В августе 2015 года было объявлено, что The Avener будет продюсировать предстоящий десятый студийный альбом Милен Фармер, в том числе совместный со Стингом сингл Stolen Car.

## Дискография

### Альбомы
| Название                     | Детали                                                                          | Наивысшая позиция в чартах | Наивысшая позиция в чартах | Наивысшая позиция в чартах | Наивысшая позиция в чартах | Наивысшая позиция в чартах | Наивысшая позиция в чартах | Наивысшая позиция в чартах | Наивысшая позиция в чартах |
| Название                     | Детали                                                                          | FRA                        | AUS                        | AUT                        | BEL                        | GER                        | NL                         | NZ                         | SWI                        |
| ---------------------------- | ------------------------------------------------------------------------------- | -------------------------- | -------------------------- | -------------------------- | -------------------------- | -------------------------- | -------------------------- | -------------------------- | -------------------------- |
| The Wanderings of the Avener | - Релиз: 19 января 2015 - Формат: Digital download, CD - Лейбл: Capitol Records | 2                          | 17                         | 44                         | 7                          | 25                         | 14                         | 22                         | 6                          |

### Синглы

#### В качестве ведущего музыканта
| 2014                                                                      | "Fade Out Lines"                                 | 3   | 8 | 1 | 2  | 5 | 1  | 6 | 26 | 3  | 60 | - ARIA: платиновый - IFPI AUT: золотой - BVMI: золотой - FIMI: дважды платиновый - IFPI SWI: золотой | The Wanderings of The Avener |
| 2014                                                                      | "Hate Street Dialogue" (feat. Сиксто Родригес)   | 101 | — | — | —  | — | 82 | — | —  | 41 | —  | | The Wanderings of The Avener |
| 2015                                                                      | "To Let Myself Go" (feat. Ане Брун)              | 17  | — | — | —  | — | —  | — | —  | 69 | —  | | The Wanderings of The Avener |
| 2015                                                                      | "Panama"                                         | 128 | — | — | —  | — | —  | — | —  | —  | —  | | The Wanderings of The Avener |
| 2015                                                                      | "Castle in the Snow" (with Kadebostany)          | 20  | — | — | 47 | — | —  | — | —  | —  | —  | | The Wanderings of The Avener |
| 2015                                                                      | "You're My Window to the Sky" (with Ким Чёрчилл) | 119 | — | — | —  | — | —  | — | —  | —  | —  | |                              |
| "—" сингл, который не попал в чарт или не был выпущен на этой территории. |                                                  |     |   |   |    |   |    |   |    |    |    | |                              |